# Andres Veiel

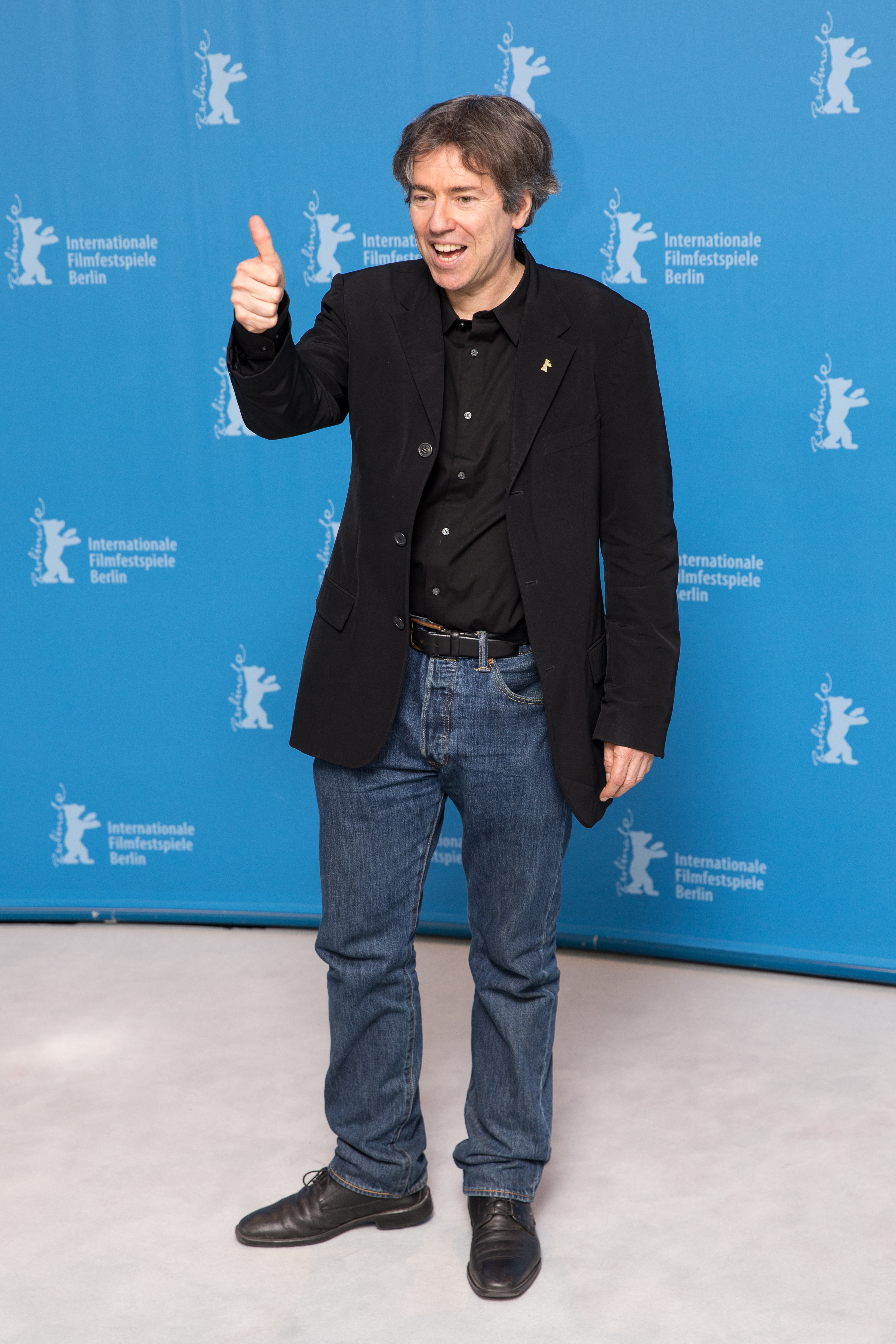
Andres Veiel bei der Vorstellung seines Films Beuys auf der Berlinale 2017

Andres Veiel (* 16. Oktober 1959 in Stuttgart) ist ein deutscher Filmregisseur, Theaterregisseur und Autor.
Veiel, dessen Werke oftmals die Hintergründe und Zusammenhänge von biografischer und historischer Gewalt thematisieren und sich im Grenzbereich von Fiktion und Realität bewegen, gilt als einer der profiliertesten Vertreter einer politisch engagierten Kunst. Besonderes Merkmal der Arbeitsweise Veiels ist die intensive, teilweise mehrjährige Recherche als Grundlage für seine Projekte. Andres Veiel lebt in Berlin.

## Leben und Werk

### Studium und Ausbildung
Von 1982 bis 1988 studierte Andres Veiel Psychologie in West-Berlin und absolvierte zwischen 1985 und 1989 eine Regie- und Dramaturgie-Ausbildung im Rahmen der internationalen Regieseminare am Künstlerhaus Bethanien, unter anderem bei Krzysztof Kieślowski.

### Dokumentarfilme

#### Winternachtstraum (1991)
Veiels erster abendfüllender Dokumentarfilm entstand aus seiner Arbeit für das Theaterstück Die letzte Probe (→ Theaterarbeiten). Dort lernte Veiel die Halbjüdin Inka Köhler-Rechnitz kennen, die in den 1930er Jahren als frische Schauspielabsolventin nicht auftreten durfte, ihre Karriere aufgeben musste und erst 60 Jahre später mit der Berliner Seniorentheatergruppe „Die Herzschrittmacher“ wieder die Bühne betrat. Veiel begleitet die 83-jährige Schauspielerin in seinem 1991 erschienenen Film Winternachtstraum bei den Vorbereitungen und Proben bis zur Premiere von Die letzte Probe. Zugleich erzählt der Film von einer ungewöhnlichen Biografie, gezeichnet von emanzipativer Rebellion und zähem Überlebenskampf im Dritten Reich. Winternachtstraum reflektiert dabei die Schwierigkeiten seiner Entstehung: Köhler-Rechnitz verweigert sich immer wieder Veiels Fragen, sie sei „nur als Schauspielerin engagiert und nicht zur Lebensbeichte“. Indem der Film von diesem Kampf um die Erinnerungen erzählt, wird er auch zu einem „komplexen Generationendialog“.

#### Balagan (1993)
Auch in Veiels zweitem Dokumentarfilm Balagan von 1993 spielt das Theater als Ort eine zentrale Rolle. Veiel begleitet und porträtiert darin drei Schauspieler des jüdisch-palästinensischen Theaterzentrums im israelischen Akko und verknüpft deren Biografien mit ihrem Theaterabend Arbeit macht frei vom Toidtland Europa. Das mitunter drastische Theaterstück, in dem der nach wie vor bestehende Einfluss des Holocaust auf Israel und das israelisch-palästinensische Gefüge thematisiert werden, gastierte 1992 in Berlin. Im Zentrum des Filmes stehen der palästinensische Schauspieler Khaled und die israelische Schauspielerin Madi. Khaled setzt sich über die Arbeit am Stück zum ersten Mal intensiv mit dem Holocaust auseinander. Zugleich wird er von Freunden wegen der Zusammenarbeit mit der israelischen Gruppe als Verräter bedroht. Madi wehrt sich als Tochter eines Holocaust-Überlebenden gegen die aus ihrer Sicht bestehende „Holocaust-Religion“ in Israel; sie sieht ihre Arbeit im Stück als „Blasphemie“.
Veiels Film Balagan wurde besonders in Israel vorgeworfen, respektlos und antisemitisch zu sein, während der Film andernorts als ein „wichtiges, herausforderndes, von bitteren Eindrücken geprägtes Zeugnis tiefer Ratlosigkeit in einem zerrissenen Land“ gesehen wurde und sowohl die „behutsame Herangehensweise an ein brisantes Thema“ als auch die Vermittlung von „aufrüttelnden und erhellenden“ Einblicken in das „komplexe Gebilde Israel“ positiv beurteilt wurden. Balagan, dessen Titel auf den hebräischen Ausdruck für „produktives Chaos“ anspielt, erhielt 1994 unter anderem den Friedenspreis der Internationalen Filmfestspiele Berlin und den Deutschen Filmpreis (Filmband in Silber).

#### Die Überlebenden (1996)
Mit Die Überlebenden drehte Veiel 1996 einen persönlichen Film, in dem er sich seiner eigenen Generation zuwendet. Er geht darin den Biografien und Lebensentwürfen von drei ehemaligen Klassenkameraden nach, die sich in den 80er Jahren das Leben genommen haben, und wirft dabei einen forschenden Blick auf die Seele der deutschen Provinz vier Jahrzehnte nach Ende des Dritten Reiches.
Veiels Film stieß auf positive Resonanz und wurde als „brillante Zeitstudie“ gewertet, wobei ihm unter anderem zugutegehalten wurde, dass die Darstellung eines konservativen Wertekanons „ohne linksliberale Überheblichkeit auskommt“ und der Film trotz der Zerbrechlichkeit seines Themas zu einer der „aufrichtigsten und tiefgründigsten“ deutschen Kinodokumentationen wurde. Die Überlebenden wurde 1996 für den Deutschen Filmpreis nominiert und 1998 mit dem Grimme-Preis ausgezeichnet.

#### Black Box BRD (2001)
Einem großen Publikum bekannt wurde Veiel 2001 durch seinen Kinodokumentarfilm Black Box BRD, in welchem er die Biografien des Bankenmanagers Alfred Herrhausen und des RAF-Terroristen Wolfgang Grams einander gegenüberstellt. Veiel interviewte Herrhausens Witwe sowie Top-Manager der Deutschen Bank, aber auch politische Weggefährten und Angehörige von Wolfgang Grams und setzte aus ihren gegensätzlichen Erinnerungen das Bild eines polarisierten Landes zusammen.
Black Box BRD traf auf ein breites Echo, wobei der Film im internationalen Kontext besonders als Zeitdokument eines Nachkriegsdeutschlands der 1970er Jahre geschätzt wurde. Im Inland sah man in dem Film, der Einblicke in bis dato selten gezeigte Zusammenhänge gewährte, unter anderem eine polyphone, ihre Protagonisten gleichwertig respektierende Kulturstudie und bescheinigte ihm die Spannungskraft eines Krimis. Black Box BRD erhielt zahlreiche Auszeichnungen, u. a. den Deutschen und den Europäischen Filmpreis.

#### Die Spielwütigen (2004)
Von 1996 bis 2003 begleitete Veiel in einer Langzeitstudie vier Schauspielschüler der renommierten Hochschule für Schauspielkunst „Ernst Busch“ Berlin. Aus 240 Stunden Filmmaterial kondensierte Veiel seinen 2004 erschienenen Dokumentarfilm Die Spielwütigen, in dem neben Einblicken in die Herausforderungen, Anstrengungen und Kämpfe während der Ausbildung das Erwachsenwerden der vier Protagonisten erzählt wird. Dabei bewegte der Film vor allem durch die Intensität und die Ernsthaftigkeit, mit der „Faszination und Frustration, Traum und Albtraum des Schauspielerberufs auf den Punkt gebracht werden“. Der Film hatte auf den Internationalen Filmfestspielen Berlin 2004 Premiere und wurde dort mit dem Panorama Publikumspreis ausgezeichnet. Der Film wurde im gleichen Jahr auch für den Europäischen Filmpreis nominiert.

#### Der Kick (2006)
Ausgehend von seinem Dokumentartheaterstück Der Kick (→ Theaterarbeiten) und den mehr als zwanzig Gesprächen mit zweien der Täter sowie mit Angehörigen und Freunden des 2002 durch drei Neonazis ermordeten Jugendlichen Marinus Schöberl entwickelte Veiel 2005 den Dokumentarfilm gleichen Titels. Wie bei der vorangegangenen Bühneninszenierung am Maxim-Gorki-Theater Berlin wurden sämtliche Rollen von Susanne-Marie Wrage und Markus Lerch übernommen. Der Film lief 2006 im Panorama der Internationalen Filmfestspiele Berlin und wurde positiv aufgenommen. Besonders die abstrakte, theatrale und brechtianische Inszenierung des Themas traf auf Zustimmung. Der Kick. wurde u. a. von der Jury der Evangelischen Filmarbeit zum Film des Jahres 2006 gewählt.

#### Beuys (2017)
Mit Beuys drehte Veiel den ersten Kinodokumentarfilm über Joseph Beuys. Während der dreijährigen Entstehungsphase führte Veiel über 60 Interviews mit Zeitzeugen von Beuys und sichtete an die 400 Stunden Archivmaterial, 300 Stunden Tondokumente und über 20.000 Fotos.
Der Film besteht zu 90 % aus Archivmaterial, davon vieles erstveröffentlicht. Veiel erzählt Beuys nicht als klassische Biografie, sondern gleichsam aus sich selbst heraus. Der Film öffnet „einen überraschenden Zugang, wo man dachte, über Beuys sei alles gesagt. Er sucht den Menschen, die Persönlichkeit hinter dem Künstlermythos“. Dabei verbindet der Film die persönlichen Traumata und Verletzungen von Beuys mit seinem Denken. Wenn es möglich ist, eigene schwere Krisen zu überwinden, warum sollte das nicht auch für einen gesellschaftlichen Organismus gelten? Veiel interessiert sich dabei besonders für Beuys’ erweiterten Kunstbegriff und Ideenräume, welche durch den Motor der Kunst „die Ökonomie neu erfinden“ wollen und damit zugleich die heutigen Forderungen nach Grundeinkommen und einer Demokratisierung des Finanz- und Geldwesens vorwegnehmen. Dabei zeigt der Film Beuys als einen Künstler, der seine Ideen mit verblüffendem, mal stoischem, mal beißendem Humor zur Diskussion stellt und voller Selbstironie steckt.
Beuys feierte 2017 im Wettbewerb der Internationalen Filmfestspiele Berlin Premiere und erhielt positive Reaktionen.
Dabei ist die Kritik sowohl von der Ästhetik und Form des Films beeindruckt, der den „Künstler, Selbstdarsteller, Denker und Provokateur“ Beuys in einer „meisterhaft montierten Collage“ eben nicht erklärt, sondern „in all seiner widersprüchlichen, entwaffnend witzigen Radikalität zeigt.“ Darüber hinaus sind sich die Rezensenten einig, dass der Film verdeutlicht, welche visionäre Kraft im Denken des „erweiterten Kunstbegriffs“ von Beuys lag und erkennen „in einer Zeit der versunkenen politischen Utopien“ in Beuys einen „Quell frischer Inspiration“. Der Film sei eine „virtuose Annäherung an einen sehr aktuellen Künstler,“ der „Kunst nicht als dekoratives Element, sondern als aktive Teilhabe“ verstand und damit die „Gestaltung der Gesellschaft nicht der politischen Kaste überlassen, sondern den Bürgersinn entfachen wollte“. Die Ideen von Beuys seien die „Blaupause für Liquid Democracy und das radikale Infragestellen einer vermeintlich alternativlosen Finanz- und Wirtschaftsarchitektur“. „Andres Veiels Hauptverdienst dürfte sein, dass man nach dem Film erkennt: So einer wie Joseph Beuys fehlt“, konstatiert Magdi Aboul-Kheir in der Südwest Presse.
„Beuys“ wurde u. a. mit dem Bayerischen Filmpreis für den besten Schnitt und mit zwei Deutschen Filmpreisen ausgezeichnet (Bester Dokumentarfilm und Bester Schnitt).

#### Riefenstahl (2024)
Ausgangspunkt des Films ist der exklusive Zugang zum Nachlass der umstrittenen Filmemacherin Leni Riefenstahl, die mit den NS-Propagandafilmen Triumph des Willens und Olympia Filmgeschichte geschrieben hat. Über die Produzentin Sandra Maischberger bekam das Team von Andres Veiel Zugang zu mehr als 100.000 Fotos, persönlichen Briefen und Aufzeichnungen, unbekannten privaten Filmen und weiteren Dokumenten aus anderen Archiven.
Bis zu ihrem Tod 2003 hatte Riefenstahl nur eine Darstellung ihrer Biografie zugelassen: ihre eigene. Mit dem präzisen Blick auf den Nachlass hinterfragt der Film nicht nur Riefenstahls eigene Legende einer unpolitischen Künstlerin, die zum NS-Regime immer Distanz gewahrt haben will. Riefenstahl zeichnet anhand des Nachlasses vielmehr ihre Entwicklung in den 1910er und 1920er Jahren zu einer Propagandistin des NS-Regimes nach. Und erzählt zugleich, wie Riefenstahl und große Teile Nachkriegsdeutschlands weiter tief dem NS-Regime verhaftet blieben. Mit der Renaissance einer Ideologie, die nationale Größe und Überlegenheit feiert, verbunden mit einer Ästhetik des vermeintlich Siegreichen, Starken und Heroischen, erzählt Riefenstahl auch über eine Gegenwart, in der Hass und Ressentiments, beruhend auf Fake News und Lügen, selbstverständlicher Teil politischer Propaganda geworden sind.
Die Premiere von Riefenstahl fand am 29. August 2024 auf dem Filmfestival in Venedig statt, wo er den „Premio Cinema e Arte“ gewann. Seine US-Premiere feierte der Film am 2. September 2024 auf dem Festival in Telluride. Riefenstahl erhielt zahlreiche weitere nationale und internationale Auszeichnungen, u. a. den Gilde-Filmpreis für den besten Dokumentarfilm 2024. Die deutsche Premiere fand am 17. Oktober 2024 auf dem Film Festival Cologne statt. Der deutsche Kinostart war am 31. Oktober 2024.
Der Film stieß bereits bei seiner Premiere international auf ein breites, sehr positives Echo.
Kevin Maher schreibt in The Times, es sei „zugleich ernüchternd und irritierend, diesen meisterhaften Dokumentarfilm anzuschauen“.

Xan Brooks, der Filmkritiker des Guardian, schreibt, Leni Riefenstahl kehre als Star in Andres Veiels „außerordentlich tiefschürfendem Dokumentarfilm“ zum Festival zurück. Hier am Lido habe ihre Karriere ihren Höhepunkt erreicht vor ihrem Absturz in die Hölle. Der Film erkenne ihre Rolle als Vorreiterin an: „Eine ehrgeizige Künstlerin in einer von Männern dominierten Industrie, deren poetisches Auge und technische Begabung das Medium auf den Kopf stellte. […] Aber der Film zeigt auch, auf welche Weise ihr Werk unauflösbar verknüpft ist mit dem Nazismus […] “
“[…] a driven female artist in a male-dominated industry whose poetic eye and technical nous turned the medium on its head […] But the film also demonstrates the ways in which her work is inextricably linked to nazism […] ”
Barry Levitt von The Daily Beast schreibt, bei dem Film Riefenstahl zeige sich, „was eine herausragende Regie zu leisten vermag“. 
“There is master filmmaking on display here”.
Auch die deutsche Presse reagierte positiv auf den Film.
Die Süddeutsche Zeitung stellt fest: „Veiel hat die Risse gefunden in den Legenden. Und manchmal legt eine kleine Geste eine ganze Unwahrheit frei. Was dabei entsteht, ist das sehr genaue Psychogramm einer Lügnerin.“
Die Zeit zollt nicht nur dem Aufwand bei der Erschließung des Materials, sondern auch dem Umgang damit Respekt. „Wie mühsam das Unternehmen gewesen ist, kann man nur erahnen, es waren 700 Kisten. Doch Veiel findet dafür eine eigene, visuell unverwechselbare Sprache. Riefenstahl ist sein Gegenentwurf zum herrischen Kino der Regisseurin, er kommandiert das Material nicht, er komponiert es, alles wird befragt, nichts chronologisch wegerzählt.“
Die österreichische Schriftstellerin Elfriede Jelinek schreibt:
„Der Film ist in jeder Hinsicht großartig, er zeigt die Riefenstahl, indem er sie aus ihrem Umraum hervorstechen lässt (zweifellos genau das, was sie immer wollte: hervorstechen!), ihr manisches Hinaufhanteln zwischen den Punkten, die sie selbst nicht versteht (was wirft man ihr da vor? Sie hat doch nichts gemacht!), weil sie sich selbst nicht versteht. Sie glaubt, was sie sagt. ‚Sich in die Tasche Lügen‘ ist eine Redensart. Die Riefenstahl hat sich gleich in ihr ganzes Leben hineingelogen, deshalb würde sie es auch ‚reich‘ nennen.“
Für die FAZ erscheint der Film genau zum richtigen Moment. „Ein Film der Stunde in Zeiten des Aufstiegs rechter Populisten, ein Triumph der Aufklärung – fulminant!“
Jens Hinrichsen vom Magazin Monopol schreibt, der Film betrachte die Hauptfigur nicht aus einem „Sicherheitsabstand“, sondern hole sie vielmehr in die Gegenwart. Das ausgewählte Material wirke oftmals wie ein Spiegel aktueller Ereignisse. „Im Kern von Riefenstahl geht es um einen pervertierten Schönheitsbegriff, der die Kehrseite des Schönen, Überlegenen und Siegreichen – das vermeintlich Unwerte, Kranke, Schwache und auch das Fremde ausblendet.“ Zusammenfassend schreibt er, man könne von ihrem Werk aus, das nicht zuletzt in ihrem Olympia-Film den Kult um perfekte Körper zelebriere, durchaus Parallelen zu Instagram-Filtern, Schönheitswahn und Bodyshaming ziehen. „Leni Riefenstahl ist womöglich nicht unschuldig daran, dass das Schöne aus der Trias des Wahren, Schönen und Guten ausgebrochen ist.“
Blickpunkt Film weist Anfang Dezember 2024 auf den außergewöhnlich großen Publikumszuspruch hin. „Innerhalb von fünf Wochen nach Start haben den Film mehr als 100.000 Zuschauer gesehen. Damit gehört Riefenstahl zu den erfolgreichsten Dokumentarfilmen der letzten fünf Jahre.“

#### Weitere dokumentarische Filmarbeiten
Am 5. September 2008 drehte Veiel das Segment über die Chefredaktion der Bild-Zeitung für Volker Heises 24-stündiges Dokumentarfilmprojekt 24h Berlin – Ein Tag im Leben, das exakt ein Jahr später auf mehreren Fernsehsendern ausgestrahlt wurde und damit dem Format des Reality-TV eine neue Dimension zufügte.
2013 drehte Veiel einen Kurzdokumentarfilm im Rahmen des ARD Projekts 16x Deutschland. Er porträtierte den Überlebenskampf des „ältesten Fahrlehrers Deutschlands“, der mit 83 Jahren immer noch Fahrschülern zum Führerschein verhilft. Die Erstausstrahlung erfolgte am 6. Oktober 2013.
Im gleichen Jahr arbeitete Veiel an einem dokumentarischen Beitrag für das TV-Ereignis 24h Jerusalem. Er begleitete einen UN-Mitarbeiter bei seiner schwierigen Mission in den palästinensischen Flüchtlingslagern. 24h Jerusalem wurde im April 2014 auf ARTE und dem BR ausgestrahlt.

### Spielfilme

#### Wer wenn nicht wir (2010)
Veiels 2010 gedrehter erster Spielfilm Wer wenn nicht wir wurde in den Wettbewerb der Internationalen Filmfestspiele Berlin 2011 eingeladen, wo er den Alfred-Bauer-Preis gewann. Der Film hat die Vorgeschichte der RAF zum Thema und kreist um die Personen Bernward Vesper, Gudrun Ensslin und Andreas Baader. Hauptdarsteller waren August Diehl, Lena Lauzemis und Alexander Fehling.
Veiels Spielfilm-Debüt erzählt eine politische Liebesgeschichte, die im Terror endet. Wer wenn nicht wir rüttelt dabei an den üblichen Erklärungsthesen für die Entwicklungen der RAF in den Folgejahren. Als Vorlage für das Drehbuch diente Gerd Koenens Studie Vesper, Ensslin, Baader – Urszenen des deutschen Terrorismus. Zu den einzelnen Figuren des Filmes hat Veiel darüber hinaus selbst über Jahre hinweg recherchiert und Material gesammelt.
Der Film wurde kontrovers aufgenommen. Für die Süddeutsche Zeitung ist Wer wenn nicht wir „eine Vorgeschichte zum deutschen Terrorismus, wie sie in derart biografischer Eindringlichkeit noch nicht erzählt wurde und noch dazu ein spannendes Lehrstück zur Identitätssuche junger Deutscher nach dem Krieg“. Die Zeit dagegen urteilt, dass Veiel „zwar den besseren Baader-Meinhof-Komplex gedreht hat, Wer wenn nicht wir aber trotzdem nicht mehr als eine filmische Biographie“ sei.
Wer wenn nicht wir wurde vielfach ausgezeichnet, u. a. 2011 mit dem Deutschen Filmpreis in Bronze, dem Hessischen Filmpreis für den besten Spielfilm und die beste Hauptdarstellerin sowie mit zwei Preisen (Bester Film in Silber, bester männlicher Hauptdarsteller) auf dem European Cinema Filmfestival in Sevilla.
Das Drehbuch war für den Thomas Strittmatter Drehbuchpreis 2009 nominiert.

#### Ökozid (2020)
Veiels Fernsehfilm Ökozid (Co-Autorin: Jutta Doberstein) spielt in der nahen Zukunft: 2034 verklagen 31 Staaten des globalen Südens Deutschland vor dem Internationalen Gerichtshof. Die Kläger wollen beweisen, dass die Bundesrepublik Klimaschutzvorgaben der EU abgeschwächt oder verhindert hat und fordern Schadensersatz in Milliardenhöhe. Die Verteidigung spricht von einem „Schauprozess“, Deutschland habe bei vergleichsweise geringen Emissionen mehr als andere Länder zum Klimaschutz beigetragen. Grundlage des Films waren zahlreiche Dokumente aus den Ministerien Wirtschaft und Umwelt sowie dem Kanzleramt. In Ökozid werden verpasste Chancen im Klimaschutz ebenso verhandelt wie die Frage, inwieweit die Freiheit des Einzelnen an Grenzen stößt, wenn es um das Recht des Überlebens aller geht.
Die Dreharbeiten fanden im Sommer 2020 statt. Die Erstausstrahlung erfolgte am 18. November 2020 im Rahmen der ARD-Themenwoche #WieLeben im Ersten. Im Anschluss folgte die Talkshow maischberger. die woche zu dem Film mit dem Thema: Die Klimakrise – Deutschland auf der Anklagebank.
Ökozid stieß auf ein breites, vielschichtiges und kontroverses Echo. Für die WAZ ist der Film „…ein für deutsche Fernseh-Verhältnisse geradezu sensationeller und bestechend besetzter Justiz-Thriller.“ Die Süddeutsche Zeitung kommt zu dem Schluss, dass der Film „dadurch zum mutigen Kunstwerk wird, dass die eigentlichen Hauptfiguren hier die Fakten und Argumente sind. Sie belegen, dass Deutschland seit 30 Jahren alle konsequente Umweltpolitik blockiert und aushebelt.“ Für die SZ ist der Film ein „analytisches Feuerwerk“. Der SPIEGEL dagegen kritisiert, dass Veiel die Verhandlung „als stark faktenlastiges Kammerspiel“ inszeniert. „Das Gewicht der Zahlen, Zitate und informativen Filmausschnitte (Merkel zu den Beschlüssen von Kyoto) lastet schwer auf der Veranstaltung.“
Die Badische Zeitung fragt, ob der „der vielfach ausgezeichnete Regisseur seinen wie immer akribisch recherchierten Stoff nicht vielleicht besser in einem Dokumentarfilm (hätte) verarbeiten sollen, der ja ohnehin seine eigentliche Domäne ist?“ - Und kommt zu der Antwort: „Nein. Denn gerade die semifiktionalePräsentation, verbunden mit einem starken Soundtrack und Einspielern von Überschwemmungen, Hurrikans, Dürren und Tiersterben sind der emotionale Türöffner für eine differenzierte Auseinandersetzung mit dem Thema.“
Der Tagesspiegel geht auf die recherchierten Fakten von Ökozid ein: „Dabei scheut der Film nicht davor zurück, Firmen wie RWE und Vattenfall sowie BMW und Daimler-Benz beim Namen zu nennen und den Lobbyismus zu thematisieren.“ Auch Die Zeit sieht in Ökozid ein „aufklärerisches Kammerspiel, das aus seiner Brisanz…  enorme Spannung bezieht.“
Die FAZ hingegen kritisiert, „dass Ökozid nicht nur zur hierzulande beliebten Gattung der sich moralisch überhebenden Verurteilungsfilme gehört – was an sich schon ein sehr reines Gewissen erfordert (die Sache mit dem ersten Stein) –, sondern dass er dieselbe mit einem Schauprozess und Scheinjustiz auf eine neue Stufe hebt. Dem gesellschaftlichen Klima nutzt das retrospektive Ausmachen von Schuldigen wenig. Dem, was da auf uns zurollt, können wir nur gemeinsam entgegentreten.“ Die taz widerspricht dem Vorwurf, der Film würde einen Schauprozess veranstalten: „Veiel inszeniert kein Tribunal „Gut gegen Böse“, sondern ein rhetorisches Ringen zwischen dem soliden, interessegeleiteten bundesdeutschen Pragmatismus und globaler Moral. Viele Halbtotalen, weniger Nahaufnahmen. Ökozid will nicht suggerieren, sondern zur Debatte stellen.“ Der Weserkurier betont die Aktualität des Films: „Wichtiger kann ein Fernsehfilm kaum sein: (...) Geklärt werden muss die gegenwärtig entscheidende Frage: Sind Staaten verpflichtet, gegen den Klimawandel vorzugehen?“

### Theaterarbeiten

#### Hier drin kannst du alles haben (1987)
1987 erarbeitete Veiel mit Insassen der JVA Berlin-Tegel das dokumentarische Theaterstück Hier drin kannst du alles haben. Das Stück, das in der JVA von den Häftlingen aufgeführt wurde, basiert auf Gesprächsprotokollen mit den Strafgefangenen und zeigt den Vollzugsalltag am Beispiel des Überlebenskampfes eines Neuankömmlings im Drogenknast.

#### Die letzte Probe (1989)
Für die Berliner Seniorentheatergruppe Die Herzschrittmacher entwickelte Veiel 1989 unter Verwendung des Theaterstücks Marat/Sade von Peter Weiss das fiktionale Drama Die letzte Probe. In dem Stück, das u. a. am Theater am Halleschen Ufer und an der Akademie der Künste Berlin aufgeführt wurde, gerät die Routine eines Altersheims durch einen Theaterabend ins Wanken, der von den Bewohnerinnen selbst inszeniert wird. Ausgehend von der Theaterarbeit Die letzte Probe entstand Veiels erster abendfüllender Dokumentarfilm Winternachtstraum (→ Dokumentarfilm).

#### Der Kick (2005)
Zusammen mit der Dramaturgin Gesine Schmidt schrieb Veiel das Dokumentartheaterstück Der Kick, das im April 2005 am Theater Basel und am Maxim-Gorki-Theater Berlin uraufgeführt wurde. Das Stück thematisiert die Ermordung des Jugendlichen Marinus Schöberl 2002 durch drei Neonazis im brandenburgischen Dorf Potzlow und steht in der Tradition des Dokumentarischen Theaters von Peter Weiss und Heinar Kipphardt.
2006 wurde Der Kick zum Berliner Theatertreffen und zu zahlreichen Gastspielen im In- und Ausland eingeladen. Das Stück wurde bislang von mehr als siebzig Bühnen im deutschsprachigen Raum aufgeführt und in sieben Sprachen übersetzt. Veiels eigener Dokumentarfilm über den Stoff wurde bei den Internationalen Filmfestspielen Berlin 2006 uraufgeführt (→ Dokumentarfilm).
2005 produzierte RBB Kulturradio in Zusammenarbeit mit dem Südwestrundfunk eine 2007 mit dem Robert-Geisendörfer-Preis ausgezeichnete Hörspielversion von Der Kick, bei der Veiel die Hörspielbearbeitung und Martin Zylka die Regie übernahm.

#### Das Himbeerreich (2013)
Aus einer 1400-seitigen Interviewsammlung mit 24 ehemaligen Bankvorständen entwickelte Veiel 2012 das Stück Das Himbeerreich, das unter Veiels Regie im Januar 2013 am Staatstheater Stuttgart und am Deutschen Theater Berlin uraufgeführt wurde. Der Titel geht auf Gudrun Ensslin zurück, die den Ausdruck „Himbeerreich“ als Synonym für eine konsumorientierte Warenwelt verwendete. Das Stück und seine Inszenierung wurden kontrovers aufgenommen. Während einige Rezensenten dem Abend in seinem dokumentarischen Ernst mangelnde Bühnenwirksamkeit vorwarfen, bescheinigten andere dem Text eine kraftvolle Klarheit und sahen in dem reduzierten Inszenierungsstil Veiels die Basis, auf der die hochkomplexen Zusammenhänge der Finanzwelt auf eine sinnliche und verständliche Ebene gebracht würden.
Das Himbeerreich von Veiel wurde 60 Mal gezeigt und zu zahlreichen Gastspielen eingeladen. Die regelmäßig nach der Vorstellung stattfindenden Streitgespräche entwickelten sich durch die kontroversen Debatten u. a. mit Peer Steinbrück, Heiner Flassbeck und Joseph Vogl zu einem eigenen Format.
Das Himbeerreich ist an weiteren deutschsprachigen Bühnen zur Aufführung gekommen, u. a. in Salzburg, Kassel, Nürnberg, Freiburg, Frankfurt, Cottbus, Köln und Aachen. Die Inszenierung des Kölner Theaters im Bauturm wurde für den Kölner Theaterpreis und für den Kurt-Hackenbergpreis für politisches Theater 2014 nominiert. Die Aachener-Theater-Inszenierung von Bernadette Sonnenbichler wurde zum Theatertreffen NRW 2014 eingeladen. Daneben wurde Das Himbeerreich bislang in mehr als sieben Sprachen übersetzt und in mehreren Lesungen und Inszenierungen im Ausland präsentiert. Der RBB produzierte in Co-Produktion mit dem Hessischen Rundfunk 2014 unter der Regie von Ulrich Lampen eine Hörspielfassung, die u. a. vom Deutschlandfunk und weiteren Sendeanstalten übernommen wurde.
Andres Veiel erweiterte seine Recherchen im Finanzsektor für ein Dossier in der Wochenzeitung Die Zeit (Ausgabe vom 22. Oktober 2015), das er zusammen mit Marc Brost verfasste. Dafür erhielten sie den Ernst-Schneider-Preis sowie den Deutschen Journalistenpreis 2016.

#### Welche Zukunft?! – Let Them Eat Money (2017)
2017 entwickelte Andres Veiel mit der Autorin Jutta Doberstein sowie in Kooperation mit dem Deutschen Theater Berlin und dem Humboldt Forum ein interdisziplinäres, partizipatives Recherche- und Theaterprojekt zur Zukunft der nächsten zehn Jahre. Zusammen mit internationalen Wissenschaftlern, Künstlern und dem Publikum erforscht die vierteilige Veranstaltungsreihe den Zusammenhang von Wissen, Vorhersage und Gestaltung. WELCHE ZUKUNFT?! testet dabei neue Formen der Beteiligung, um zwischen akademisch-wissenschaftlichem Denken und künstlerischer Interpretation einen öffentlichen Dialog über zukünftige Gesellschaften anzustoßen.
- Öffentliche Recherche: Labor und Symposium

Auftakt war im September 2017 ein Labor am Deutschen Theater, bei dem in workshops Szenarien zur zukünftigen Entwicklung des Finanzsystems, der Ökonomie, des Klimas, der Nahrungsmittelproduktion und der Arbeit zu einer gemeinsam entwickelten Erzählung der nächsten zehn Jahre verdichtet wurden. Im April 2018 folgte ein Symposium, bei dem in Workshops und Plena partizipativ neue Modelle zur Zukunft der Arbeit und zur Rolle eines zukünftigen Staates entwickelt wurden. Die Ergebnisse von Labor und Symposium flossen in ein Theaterstück ein, das im September 2018 am Deutschen Theater Premiere hatte: Let Them Eat Money – Welche Zukunft ?!
- Theater

Das Stück springt in das Jahr 2028 und blickt aus der Zukunft auf die Entwicklung der vergangenen zehn Jahre zurück, in denen Europa 2026 von einer neuen Wirtschafts- und Finanzkrise erschüttert wird. Südeuropäische Staaten verlassen die EU, die restliche Nord-EU versucht, mit der Einführung eines Bedingungslosen Grundeinkommens gegenzusteuern. Sie will damit einen Beitrag zur sozialen Gerechtigkeit leisten und nicht nur als Garant eines freien Waren- und Kapitalverkehrs wahrgenommen werden. Vor den Küsten entstehen auf künstlichen Inseln Sonderwirtschaftszonen, die die soziale Ordnung in der NORD-EU zunehmend unterminieren. Unruhen brechen aus. Die Krise wird nur pro forma von staatlichen Untersuchungsausschüssen aufgearbeitet, die Ergebnisse haben keinerlei Konsequenzen. In diese Lücke stößt die Widerstandsbewegung „Let them eat money“ vor, sie entführt Verantwortliche und will sie zur Rechenschaft ziehen. Das Tribunal der Widerstandsbewegung und die Nachzeichnung der Entscheidungswege der Verantwortlichen sind Gegenstand des Theaterstücks.
Der Theaterabend stieß auf ein geteiltes Echo. Für Deutschlandradio Kultur ist das Stück ein „hoch spannendes Gedankenexperiment, eine klug durchdachte Dystopie, die sich nie mit einfachen Fragen oder simplen Lösungen begnügt und sich oft nah an den Problemen der Wirklichkeit bewegt.“, Auch für die Frankfurter Allgemeine Zeitung (FAZ) treibt Veiel, der bekannt dafür sei, „Kunst politisch zu übersetzen, (…) das krisenhafte Denken an: Von besseren Zeiten träumen war gestern.“ „Eine funkelnde Intelligenz“ bescheinigt die taz dem Stück und lobt an der Inszenierung die „prägnanten Bilder, gekonnt eingesetzte mediale Effekte, geschliffene Dialoge und raffinierte Wendungen.“ Zugleich fehlten ihr allerdings „Rhythmus, Sprachmodulationen – und Pausen.“ Während die Süddeutsche Zeitung kritisiert, dass das Stück so virtuell wirke „als sei es von einer Software generiert“ und „nur Spuren von Leben“ entdeckt gefällt der FAZ das kraftvolle Spiel, das das Stück sehenswert mache, neben der „Kohärenz … der Musik, den Figuren und der Geschichte“. Die Berliner Zeitung wiederum glaubt das Epizentrum des Stücks „im Blick vom Morgen aufs Heute“ auszumachen: „Welche Spuren lassen sich bereits jetzt erkennen, die den fiktiven Super-Gau in den Bereich des Denkbaren rücken?“ Die New York Times schließlich zollt sowohl der gelungenen Dramatisierung der komplexen Themenwelten als auch dem undogmatischen Inszenierungsstil Respekt. „The script (…) does a fine job dramatizing the complex ideas developed during the workshops, explaining complex hypothetical economic and political scenarios in clever and nuanced ways. (…) The result is an engrossing drama that skillfully avoids preaching or propagandizing.“
Regelmäßig fanden nach den Aufführungen Gespräche mit renommierten Wissenschaftlern, Politikern und Experten statt, bei denen einzelne Aspekte des Stücks vertiefend und kontrovers diskutiert wurden.
Der RBB produzierte in Co-Produktion mit dem Deutschlandfunk 2019 unter der Regie von Ulrich Lampen eine Hörspielfassung.

#### Ökozid (2021)
Andres Veiel und Jutta Doberstein entwickelten für das Staatsschauspiel Stuttgart aus dem gleichnamigen Drehbuch eine Theaterfassung, die unter der Regie von Burkhard Kosminski im September 2021 uraufgeführt wurde.

### Sachbücher
Neben seinen Filmen und Theaterstücken lotet Andres Veiel seine Stoffe auch in Sachbüchern aus. Black Box BRD. Alfred Herrhausen, die Deutsche Bank, die RAF und Wolfgang Grams geht in seiner umfassenden Recherche weit über den gleichnamigen Film hinaus. Im Februar 2007 erschien Der Kick. Ein Lehrstück über Gewalt, für das er 2008 mit dem Deutschen Jugendliteraturpreis in der Sparte Sachbuch ausgezeichnet wurde. Es besteht aus dem Stück Der Kick (→Theaterarbeiten) und den dreimal so umfangreichen Annäherungen. Dieses Buch, so Jens Bisky in der Süddeutschen Zeitung, „könnte ein Klassiker werden: als Geschichtsbuch über die Gegenwart ebenso wie als Modellanalyse eines Gewaltverbrechens“.

### Lehraufträge / weitere Tätigkeiten
Veiel war bzw. ist Lehrbeauftragter an verschiedenen Filmhochschulen und Universitäten, unter anderem an der Deutschen Film- und Fernsehakademie Berlin (dffb), der Freien Universität Berlin, der ZHDK Zürich, Ann Arbor (Michigan University, USA), in Johannesburg, New Delhi, Kalkutta, Osaka, Kairo und Tunis. Er ist Mitglied der Europäischen und der Deutschen Filmakademie, der Akademie der Künste Berlin und des Stiftungsrats der Deutschen Kinemathek.

## Auszeichnungen (Auswahl)
- 1993: F.I.C.C. Preis des Internationalen Leipziger Dokumentarfilm-Woche für Balagan
- 1993: Findlingspreis auf der Internationalen Leipziger Dokumentarfilm-Woche für Balagan
- 1994: Otto-Sprenger-Preis für Balagan
- 1994: Friedenspreis der Internationalen Filmfestspiele Berlin für Balagan
- 1994: Deutscher Filmpreis (Filmband in Silber) für Balagan
- 1996: Hauptpreis des Internationalen Dokumentarfilmfestivals München für Die Überlebenden
- 1996: Deutscher Filmpreis (Nominierung) für Die Überlebenden
- 1998: Adolf-Grimme-Preis für Die Überlebenden
- 2001: Bayerischer Filmpreis für Black Box BRD
- 2001: Hessischer Filmpreis für Black Box BRD
- 2001: Europäischer Filmpreis für Black Box BRD
- 2002: Deutscher Filmpreis für Black Box BRD

- 2002: Santa Barbara International Film Festival Insight Award für Black Box BRD
- 2002: Goldene Filmspule Weingarten für Black Box BRD
- 2004: Panorama-Publikumspreis der Internationalen Filmfestspiele Berlin für Die Spielwütigen
- 2004: Preis der deutschen Filmkritik für Die Spielwütigen
- 2004: Internationales Münchner Dok-Film-Festival Hauptpreis des Bayerischen Rundfunks für Die Spielwütigen
- 2005: Baden-Württembergischer Dokumentarfilm-Preis für Die Spielwütigen
- 2005: Europäischer Filmpreis (Nominierung) für Die Spielwütigen
- 2005: Konrad-Wolf-Preis
- 2006: Preis zur Förderung der deutschen Filmkunst der DEFA-Stiftung
- 2006: Friedrich-Luft-Preis: Beste Berliner Inszenierung Der Kick
- 2006: Nyon Visions Du Reel: Grand Prix für Der Kick
- 2006: New Berlin Film Award (Bester Spielfilm) für ´Der Kick
- 2006: Film des Jahres der Evangelischen Jury Der Kick
- 2007: Robert-Geisendörfer-Preis für Der Kick (Hörspiel)
- 2008: Deutscher Jugendliteraturpreis für Der Kick
- 2011: Alfred-Bauer-Preis (Silberner Bär) / Wettbewerb Berlinale 2011 für Wer wenn nicht wir
- 2011: Gildepreis der Filmkunsttheater für Wer wenn nicht wir
- 2011: Hessischer Filmpreis für Wer wenn nicht wir
- 2011: PuneInternational Film Festival: Best International Film
- 2011: Sevilla Festival de Cine Europeo: Geraldillo de Plata / Best film (Silver) Wer wenn nicht wir / Qien sino nosotros
- 2011: Deutscher Filmpreis in Bronze für Wer wenn nicht wir
- 2012: Deutscher Hörfilmpreis (Bester Spielfilm) für Wer wenn nicht wir
- 2012: Santo Domingo International Muestra de Cine: Best Film Wer wenn nicht wir / Qien sino nosotros
- 2016: Ernst-Schneider-Preis für Sie nennen es Sterbehaus in Die Zeit. 30. Oktober 2015
- 2016: Deutscher Journalisten Preis für Sie nennen es Sterbehaus in Die Zeit. 30. Oktober 2015
- 2017: Bundesverdienstkreuz 1. Klasse
- 2017: Gilde-Filmpreis, Kategorie bester Dokumentarfilm für Beuys[110]
- 2018: Deutscher Dokumentarfilm-Musikpreis für Beuys[111]
- 2018: Deutscher Filmpreis in Gold für Beuys
- 2021 Bestes Drehbuch (Nominierung), Deutsche Akademie für Fernsehen für Ökozid[112]
- 2024: Premio CINEMA & ARTS Award for Best Picture, 81. Venice International Film Festival[113]
- 2024: Cine Docs Prize, Miskolc Cine Fest Festival[114]
- 2024: Gilde Filmpreis für den besten Dokumentarfilm[115]
- 2024: Auszeichnung der Jugendjury des Gilde Filmpreises[116]
- 2024: Critics‘ Prize 14. Film Festival Valenciennes[117]
- 2024: Grand Jury Prize 14. Film Festival Valenciennes[118]
- 2024: Best Documentary Award “Michel Ciment” Pessac Film Festival[119]

## Filmografie
- 1992: Winternachtstraum, Dokumentarfilm, 82 Minuten
- 1993: Balagan, Dokumentarfilm, 90 Minuten
- 1996: Die Überlebenden, Dokumentarfilm, 90 Minuten
- 2001: Black Box BRD, Dokumentarfilm, 101 Minuten
- 2004: Die Spielwütigen, Dokumentarfilm, 108 Minuten
- 2006: Der Kick, Spielfilm, 82 Minuten
- 2011: Wer wenn nicht wir, Spielfilm, 124 Minuten
- 2017: Beuys, Dokumentarfilm, 107 Minuten
- 2020: Ökozid, Fernsehfilm, 90 Minuten
- 2024: Riefenstahl, Dokumentarfilm, 116 Minuten

## Stücke / Inszenierungen
- 2005: Der Kick, Uraufführung Theater Basel, Deutschsprachige Erstaufführung Maxim Gorki Theater Berlin. (Einladung zum Berliner Theatertreffen 2006)
- 2013: Das Himbeerreich, Uraufführung Staatstheater Stuttgart und Deutsches Theater Berlin.
- 2017: Partizipatives Labor „Welche Zukunft“ (Co-Autorin Jutta Doberstein), Deutsches Theater / Berlin[120]
- 2018: Let Them Eat Money. Welche Zukunft?! (Co-Autorin Jutta Doberstein), Uraufführung Deutsches Theater Berlin.[121][122]
- 2021: Ökozid (Co-Autorin Jutta Doberstein), Uraufführung Staatstheater Stuttgart.[123]

## Schriften
- Hier drin kannst du alles haben. Ein Stück Knast. In: Theater, Theater. Aktuelle Stücke. Band 2, S. Fischer Verlag, Frankfurt am Main 1992.
- Die letzte Probe. Ein Stück Revolution im Altenheim. Theaterstück in 3 Akten. S. Fischer Verlag, Frankfurt am Main 1991.
- Black Box BRD. Alfred Herrhausen, die Deutsche Bank, die RAF und Wolfgang Grams. Deutsche Verlags-Anstalt, München 2002, ISBN 3-421-05468-1.
- Der Kick. Ein Lehrstück über Gewalt. Deutsche Verlags-Anstalt, München 2007, ISBN 978-3-421-04213-2.
- mit Gerd Koenen: 1968. Bildspur eines Jahres. Fackelträger Verlag, Köln 2008, ISBN 978-3-7716-4359-1.
- mit Beatrice Ottersbach (Hrsg.): Dokumentarfilm. Werkstattberichte. UVK Verlagsgesellschaft, Konstanz 2008, ISBN 978-3-86764-085-5.
- Himbeerreich. In: Theater, Theater. Aktuelle Stücke. Band 24, S. Fischer Verlag, Frankfurt am Main 2013, ISBN 978-3-596-19707-1.